# Légybangó
A légybangó (Ophrys insectifera) a kosborfélék családjába tartozó, Európában honos, réteken, sziklagyepekben élő, Magyarországon fokozottan védett növényfaj.

## Megjelenése
A légybangó 10-40 (60) cm magas, lágyszárú, évelő növény. Ikergumói a talajban találhatók. Szára karcsú, sárgászöld. 2-4 kékeszöld tőlevele hosszúkás-lándzsás formájú, tompa végű, hosszuk 6-8 cm, szélességük 1-3 cm. A száron további 1-2 levél fejlődik.       
Április-júniusban virágzik. Virágzata ritkás fürt, amelyet 4-15 zöldes-feketés virág alkot. A külső lepellevelek (szirmok) olívzöldek, hosszúkás-lándzsás alakúak, hosszuk 5-9 mm, szélességük 2,5-4 mm. A belső lepellevelek aprók, szálasak, 3-7 mm hosszúak és 0,3-0,7 mm vastagok; színük feketésbíboros, felületük szőrös. A mézajak mélyen háromkaréjú, a középső lebeny jóval nagyobb és kéthasábú; kissé domború, felülete röviden szőrös. Színe barnásfekete, középtájt négyszögletes, kékes, kopasz folt látható rajta, szélét általában 1-2 mm-es vörösesbarna vagy sárgás sáv szegélyezi. Hossza 9-12 mm, szélessége 6-10 mm.
Termése toktermés.

## Elterjedése
Európai faj, a Brit-szigetektől az Urál-hegységig, Dél-Skandináviától a mediterrán térségig egyaránt előfordul 1700 méteres magasságig. Hazai állományai dombvidékeken (51%) és síkságokon (47%) találhatóak meg. Leggyakoribb a Duna-Tisza közén (főleg a Turjánvidéken); szórványosan előfordul még a Bükkben, a Szigetközben, Sopron környékén, a Keszthelyi-hegységben és a Duna-menti síkság déli részén. A Budai-hegységből már a 19. században kipusztult. 

## Életmódja
Változatos élőhelyeken található meg: láprétek és homoki rétek találkozási zónájában, lejtősztyeppréteken, sziklagyepekben, karsztbokorerdőkben, mészkedvelő tölgyesek tisztásain, ritkábban gyertyánosokban, nyílt ligeterdő-származékokban is megélhet. A meszes talajt kedveli, élőhelyein a talaj pH-ját 7,8-8,0 közöttinek (átlagosan 7,9) mérték.
A csírázást követően a második évben fejleszti első zöld levelét és gumóját. Ismertek klorofillhiányos egyedei, amelyek valószínűleg a gombaszimbiontától szerzik be tápanyagszükségletüket. A naposabb élőhelyeken gyakrabban virágzik.      
Tőlevelei szeptember és december között fejlődnek ki, majd áttelel és a következő évben április végétől június közepéig virágzik, virágzási középnapja május 19. Megporzásáról a nagy kabócaölő (Agrogorytes mystaceus) nevű kaparódarázs hímjei gondoskodnak. A megtermékenyülés hatékonysága nagyon változó, 0-80% közötti. A termések július-augusztusra érnek be, ekkorra levelei elszáradnak és a növény néhány hónapig nyugalomban van. Nemzetségének több fajával hibridizálódhat. Magyarországon eddig a pókbangóval és szarvas bangóval, külföldön ezenfelül a méhbangóval, a poszméhbangóval és az O. scolopaxszal alkot hibrideket.

## Természetvédelmi helyzete
A légybangó nagy területen elterjedt és állományai viszonylag stabilak, egyedszámának nagymértékű csökkenése nem várható. A Természetvédelmi Világszövetség Vörös listáján "nem fenyegetett" státusszal szerepel. Elsősorban élőhelyeinek bozótosodása, erdősülése, esetleges kiszáradása jelent számára veszélyt. Magyarországon eddig összesen 23, 1990 óta 16 állományát mérték fel, visszaszorulása 30%-os. Teljes egyedszáma néhány ezres nagyságrendűre becsült. 1982 óta fokozottan védett, természetvédelmi értéke 250 000 Ft.

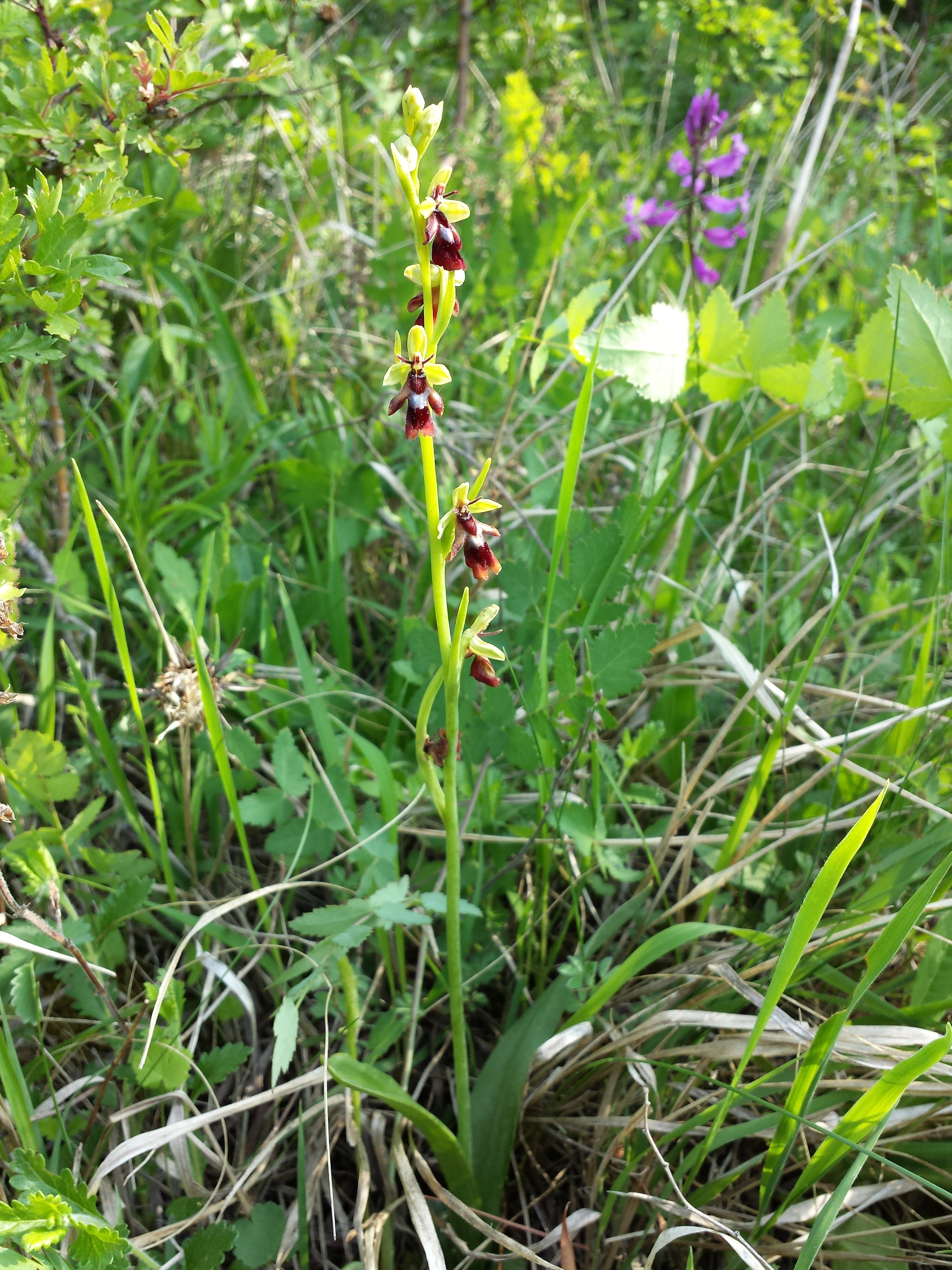
Habitusa
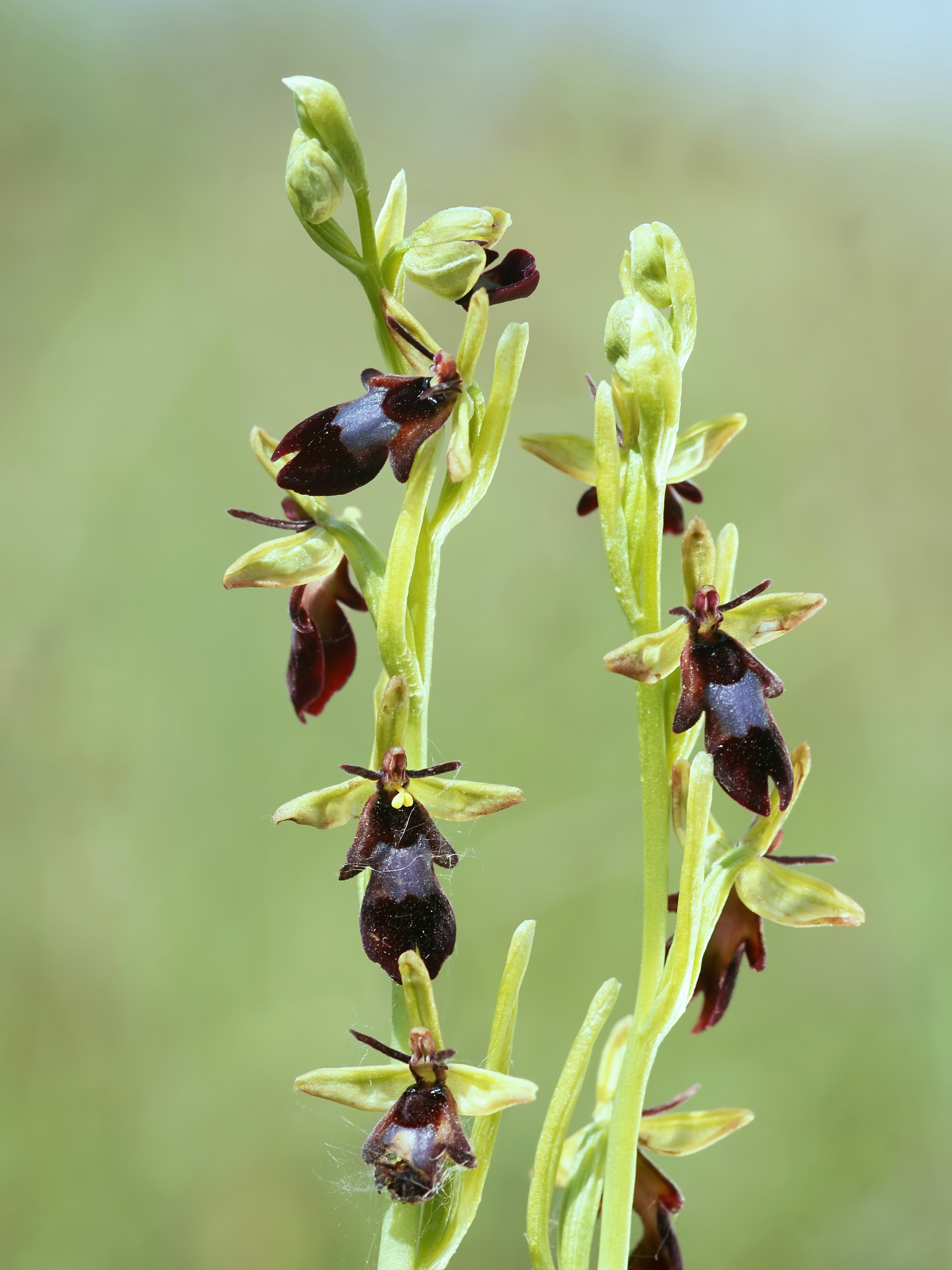
Virágzata
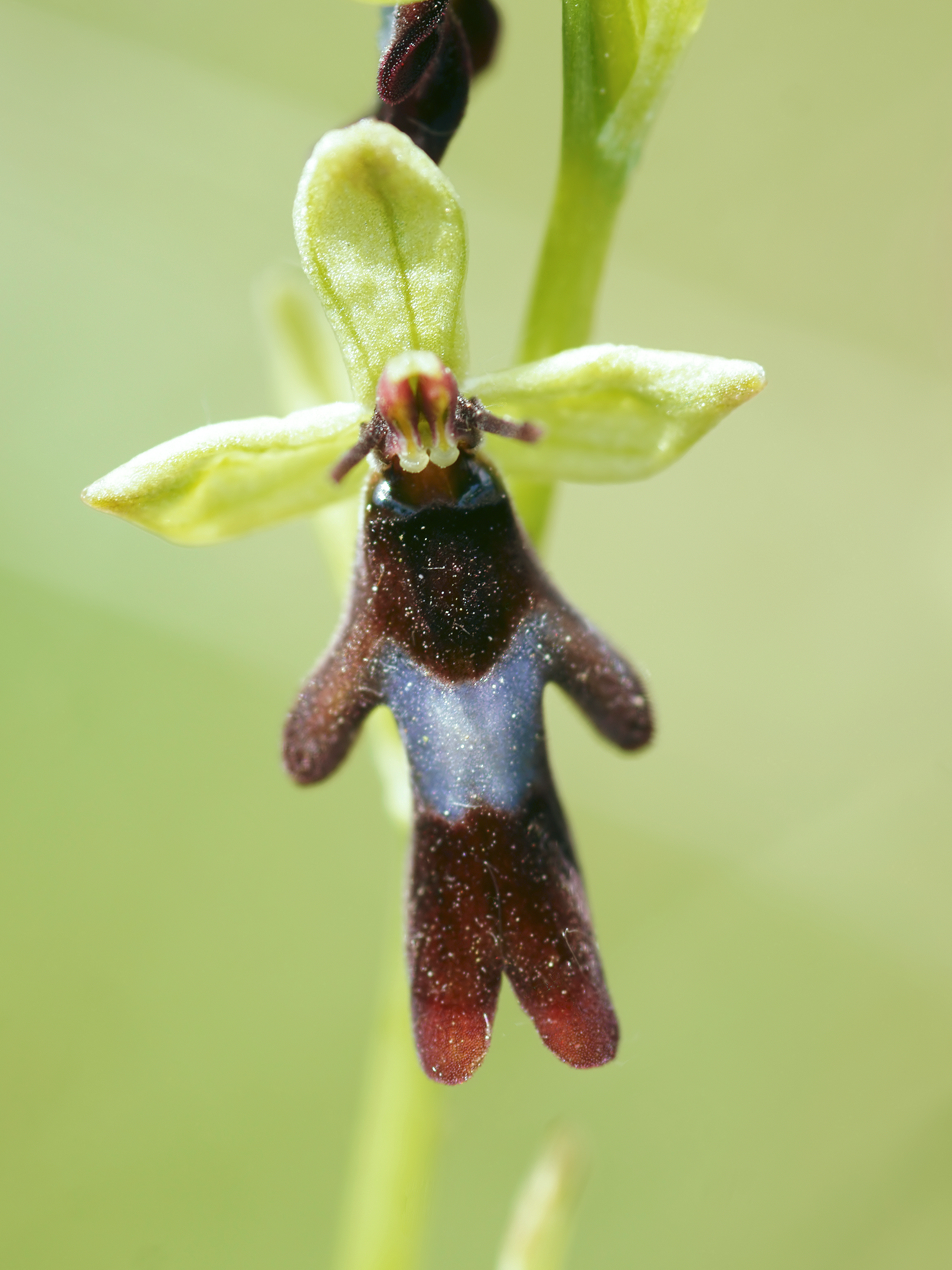
Virága
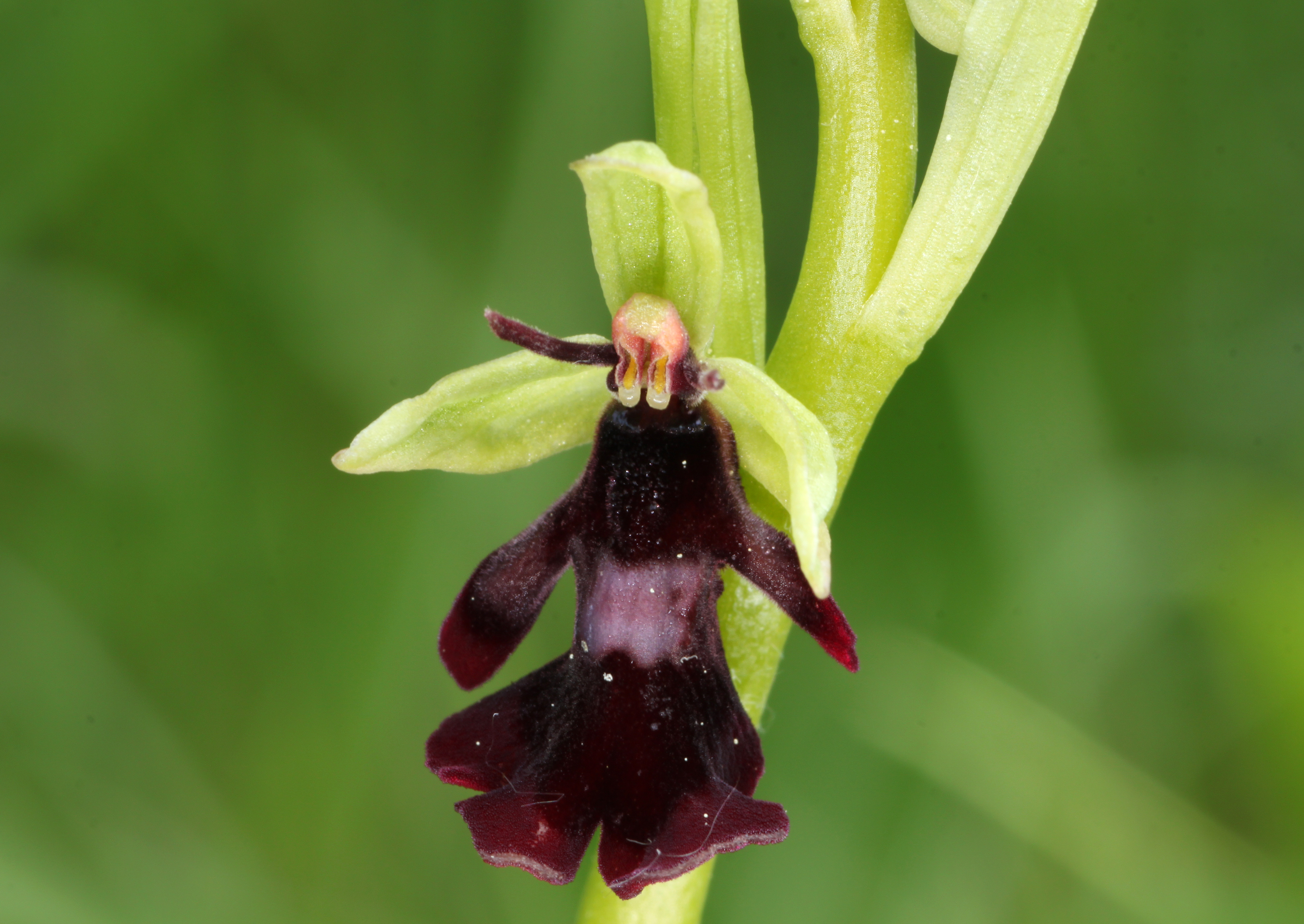
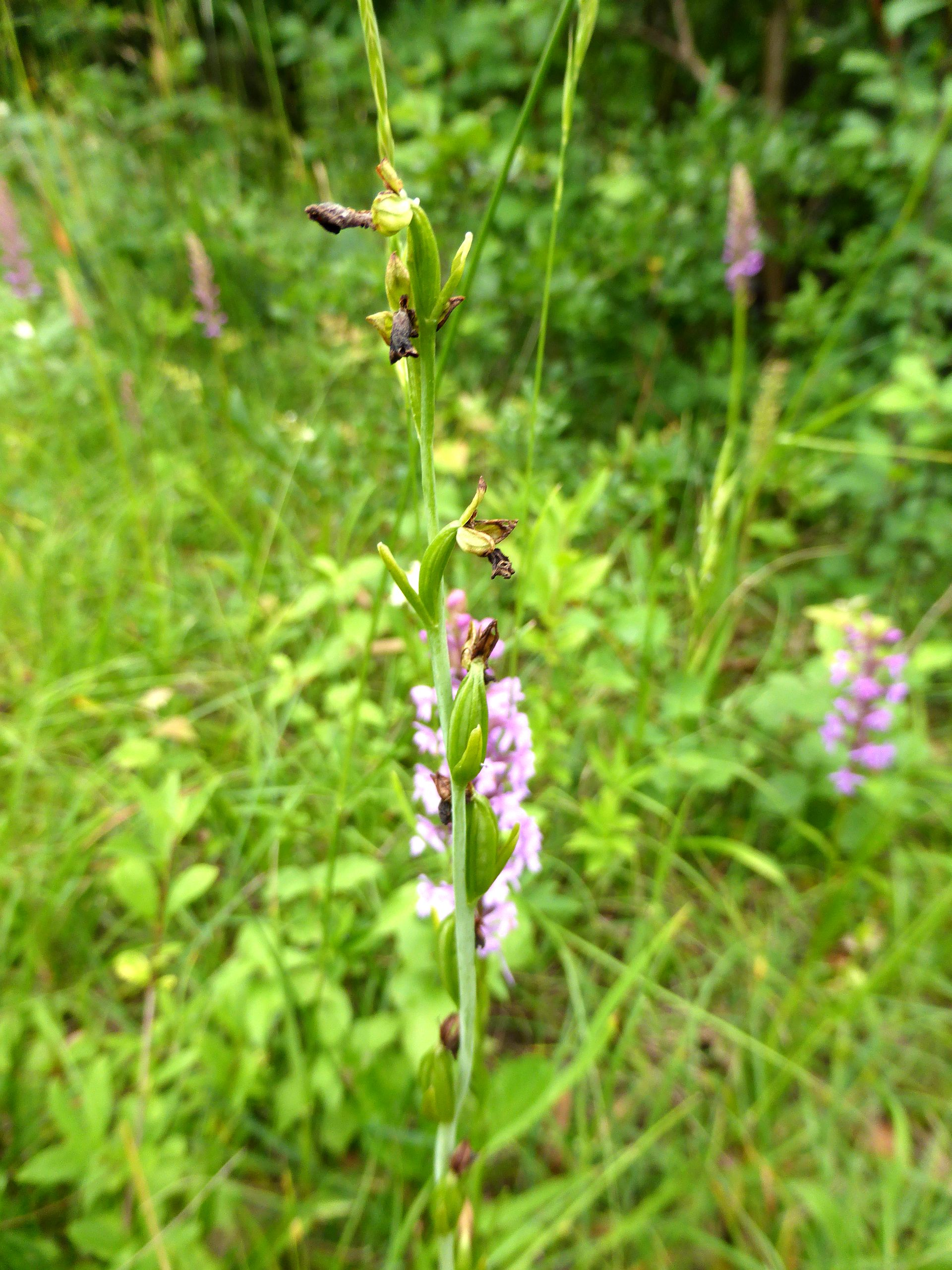
Termése
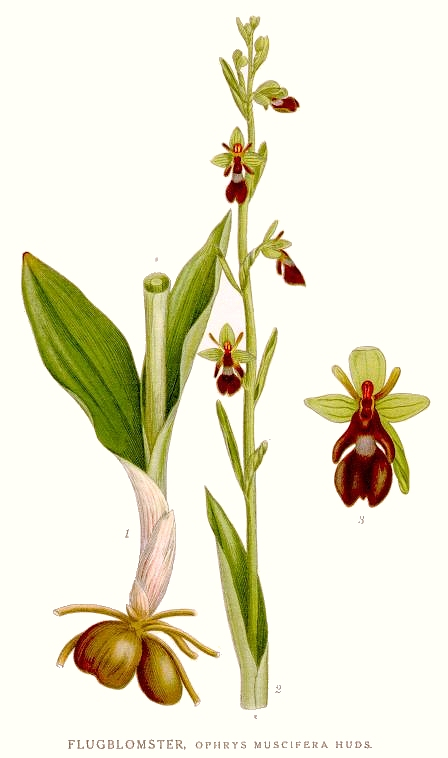
Ábrázolása egy svéd botanikakönyvben (1917-1926)